# Vespa Granturismo
La Vespa Granturismo es una motocicleta con lanzada al mercado en el 2003 por Piaggio. Inició su comercialización con motores atmosféricos de 4 tiempos con cilindradas de 125 y 200cc. Se fabrica en la planta del grupo Piaggio en Pontedera en Italia.

## 2003 - 2005
En 2003 se produce el lanzamiento de la Vespa Granturismo con la idea de sustituir progresivamente a la Vespa PX, de la que se había anunciado el cese de fabricación y comercialización, luego se relanzaría con nuevos motores adaptados a las normas Euro anticontaminación. Con ella se introduce un nuevo chasis pero construido siguiendo la filosofía de la marca completamente en chapa de acero.
Las motorizaciones iniciales eran dos. Siempre con motores de 4 tiempos en cubicajes de 125 y 200 cc. Superaban ambas la norma Euro3

## 2006 - 2009
Aparecen las primeras unidades con inyección electrónica, que sustituirán y eliminarán con el tiempo a los atmosféricos. La denominación del modelo cambia de Granturismo' a 'GT' para los modelos atmosféricos y a 'GTS' para los de inyección. El primer motor con inyección electrónica es de 250cc.
En el 2006 se lanzan dos modelos para conmemorar el 60 aniversario de la marca sobre la base técnica de la GTS: El modelo GTV  y la GT 60°.
La Vespa GTV presenta como elemento diferenciador el faro delantero colocado sobre el guardabarros delantero, dejando el manillar mucho más libre, a semejanza del primer modelo de Vespa. El sillín está partido en dos piezas, una para el conductor, de forma triangular, y otra para el acompañante situada detrás.
La Vespa GT 60°, se fabricó en una serie especial limitada y numerada de 999 unidades. Como elementos diferenciadores presentaba a nivel estético el faro sobre el guardabarros delantero como el modelo GTV pero el asiento en una sola pieza, unos colores exclusivos: unos tonos de gris idénticos a los de la primera Vespa y un mayor cuidado y calidad en los componentes y acabados.

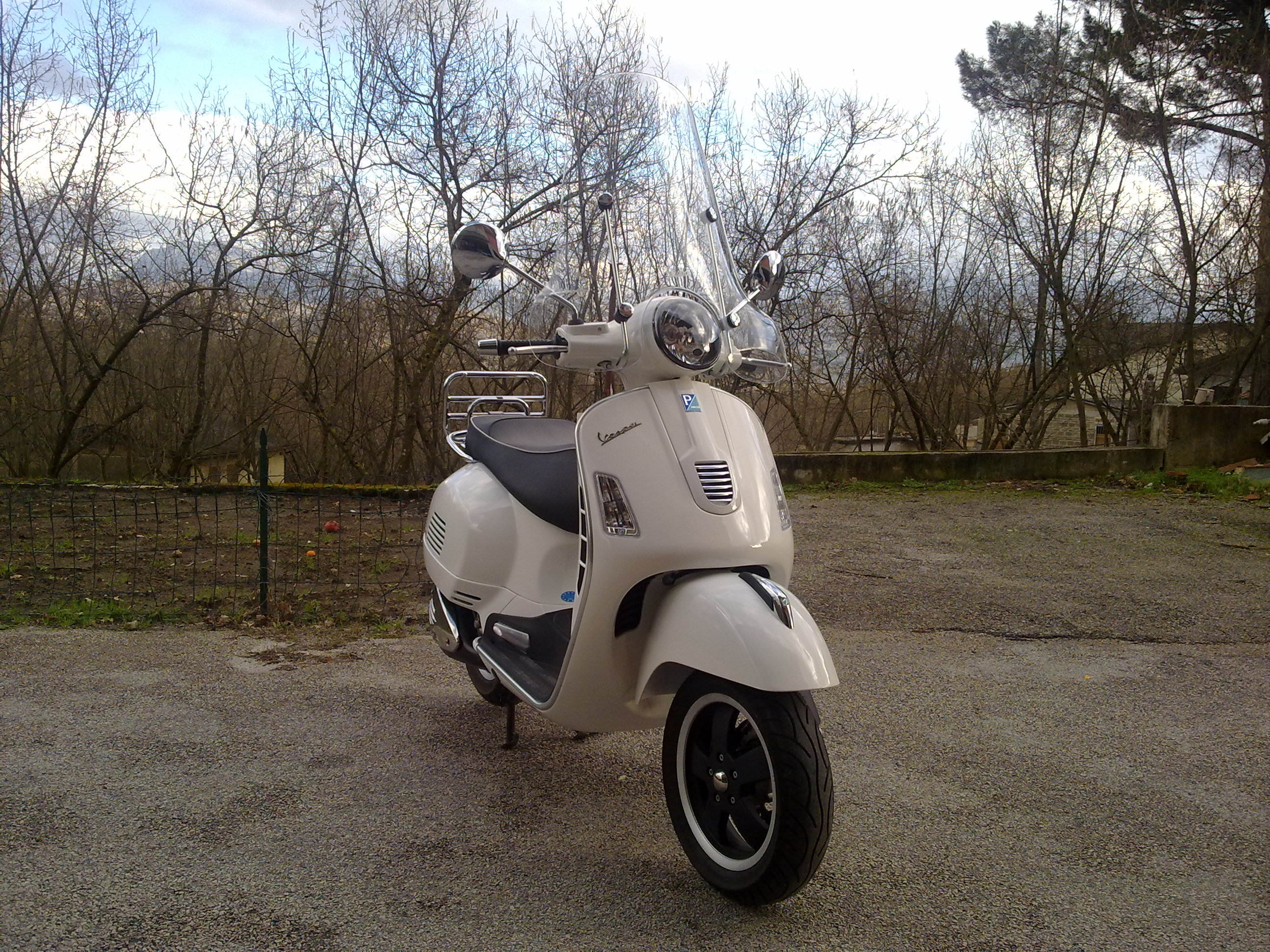
Vespa GTS 300.

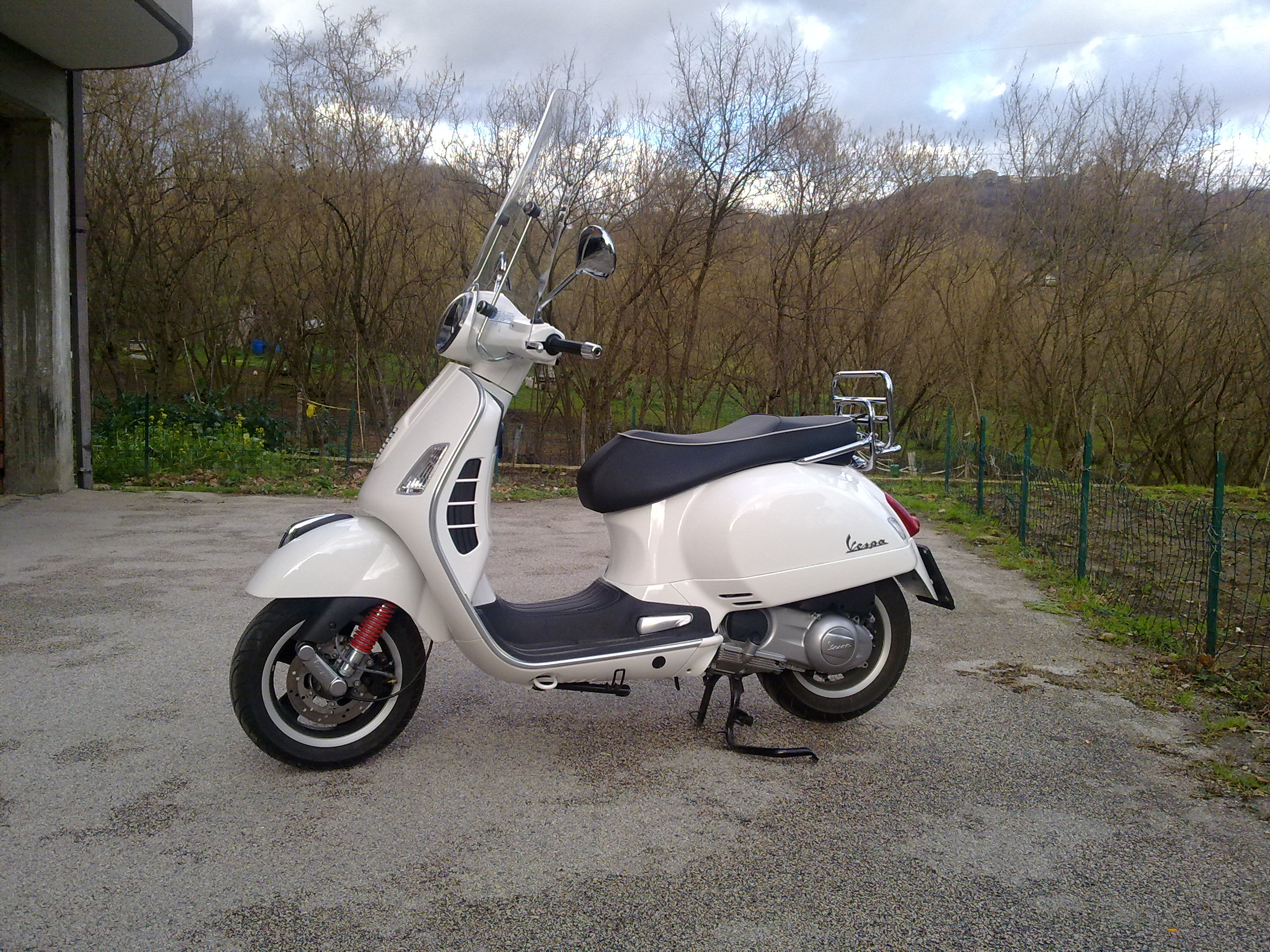
Vespa GTS 300.

## 2010
En el 2010 se lanzan dos series especiales sobre la base de la GTV y GTS: La serie GTV Via Montenapoleone (siendo la denominación completa oficial Vespa GTV 300 “Via Montenapoleone”), potenciando el aspecto estético e inspirada en el mundo de la moda, el arte y el diseño; la serie GTS SuperSport (Vespa GTS SuperSport o Vespa GTS 300 SuperSport), potenciando las prestaciones y la imagen deportiva. Ambas con motores monocilíndricos de 4 tiempos, 4 válvulas, inyección electrónica, un cubicaje de 300 cc (278 cc exactamente según el fabricante), potencia de 15,8 kW (22 CV) y catalizador con nivel de homologación Euro3.